# El amigo americano
El amigo americano (título en inglés: The American Friend; título en alemán: Der amerikanische Freund) es una película franco-germana de drama criminal y suspense psicológico del año 1977 dirigida por el realizador alemán Wim Wenders. Basada en la novela de Patricia Highsmith titulada El juego de Ripley, está interpretada por Bruno Ganz y Dennis Hopper. La película fue presentada en el Festival de Cannes y estrenada, con posterioridad, en Berlín el 24 de junio de 1977.

## Intérpretes
| Actor         | Personaje            |
| ------------- | -------------------- |
| Dennis Hopper | Tom Ripley           |
| Bruno Ganz    | Jonathan Zimmermann  |
| Lisa Kreuzer  | Marianne Zimmermann  |
| Gérard Blain  | Raoul Minot          |
| Nicholas Ray  | Derwatt, el pintor   |
| Samuel Fuller | El gánster americano |
| Daniel Schmid | Igraham              |
| Lou Castel    | Rodolphe             |

## Argumento
Tom Ripley (Dennis Hopper) es un marchante de arte estadounidense sin escrúpulos que se encuentra en Hamburgo para vender una obra de Derwatt (Nicholas Ray), un pintor que se hace pasar por muerto para vender mejor sus obras. En la subasta, Ripley conoce a Jonathan Zimmermann (Bruno Ganz), un artesano constructor de marcos (para cuadros) que padece una grave enfermedad y a quien los médicos no dan mucho tiempo de vida. Enterado de ello Ripley, propondrá su nombre a Raoul Minot (Gérard Blain), un mafioso francés que busca alguien desconocido en el mundo del hampa para cometer un asesinato. 
Con el señuelo de una visita en el mejor hospital oncológico de París y un buen puñado de marcos (moneda), Zimmermann aceptará el encargo pensando en el futuro de su familia, contando con la inesperada colaboración de su nuevo amigo americano.

## Producción
Wim Wenders tenía mucho interés en trasladar a la pantalla una novela de Patricia Highsmith titulada El grito de la lechuza, pero sus derechos no estaban disponibles. Lo probó con otra obra y ocurrió lo mismo, pues todos los libros de la autora tenían los derechos cinematográficos vendidos. Patricia Highsnith fue informada por su editor del interés del director alemán por su obra, y, tras entrevistarse en Suiza con Wenders, la escritora le enseñó el manuscrito de su recién acabada novela El juego de Ripley, cuya adaptación daría lugar a la película El amigo americano.
En la película actúan siete directores cinematográficos: Gérard Blain, Jean Eustache, Samuel Fuller, Dennis Hopper, Peter Lilienthal, Nicholas Ray y Daniel Schmid.
La película está dedicada por el director a su amigo Henri Langlois, fundador y director de la Cinemateca Francesa, fallecido durante el rodaje. En las escenas rodadas en el metro de París, el personaje que interpreta Daniel Schmid está leyendo el diario Libération en cuya portada aparece la noticia del óbito y una fotografía del finado.
Las escenas en que Bruno Ganz va armado en el metro de París fueron realizadas con un arma de fuego auténtica por cuestiones de producción. Tanto el actor como el director nunca habían interpretado ni dirigido respectivamente una escena de asesinato, por lo que estaban preocupados en cómo realizarla. El fin de semana previo al rodaje de dicha escena, Wenders llevó todo el tiempo el arma cargada en el bolsillo del abrigo. Esto, según él, le dio una mejor perspectiva de cómo dirigir la escena.
A Wim Wenders no le gustaba el título de la novela para su película. Como títulos de trabajo fueron usados Framed (enmarcado; incriminado) y Rule without a exception (Regla sin excepción). Wenders finalmente se decidió por El amigo americano, debido a la relación en la película entre Ripley y Jonathan.

## Premios y nominaciones
- Película nominada para la Palma de Oro en el Festival de Cannes de 1977.[5]
- Seleccionada entre las cinco mejores películas en idioma extranjero en los premios del National Board of Review de 1977.[6]
- Tercer premio en el apartado de Fotografía en los Premios de la Sociedad Nacional de Críticos de Cine de Estados Unidos de 1977 para Robby Müller.[7]
- Ganador como mejor director en los Premios del cine alemán de 1978 para Wim Wenders.[8]
- Premio Bambi 1978 a la mejor actriz nacional para Lisa Kreuzer.[9]
- Nominada para los Premios César de 1978 como mejor película extranjera.[10]
- Premio Sant Jordi de 1979 al mejor actor extranjero para Bruno Ganz[11]

## Otra versión cinematográfica
En el año 2002 se estrenó otra versión de la misma novela con el título El juego de Ripley dirigida por Liliana Cavani e interpretada por John Malkovich en el papel de Tom Ripley.